# Murena śródziemnomorska
Murena śródziemnomorska, murena (Muraena helena) – gatunek ryby z rzędu węgorzokształtnych z rodziny murenowatych (Muraenidae).

## Występowanie
Północny Atlantyk od Wysp Brytyjskich Afryki do Senegalu, wokół wysp Madera, Kanaryjskich i Azorów oraz Morze Śródziemne.
Ryba drapieżna kryjąca się w szczelinach skalnych i grotach, z których wystawia tylko głowę i przednią część ciała. W miesiącach zimowych przenosi się na tarło na przybrzeżne płycizny.

## Cechy morfologiczne
Ciało krępe, wężowate z małymi, okrągłymi otworami skrzelowymi. Osiąga maksymalnie do 1,5 m długości. Brak płetwy piersiowej. Płetwa grzbietowa, ogonowa i odbytowa są zrośnięte ze sobą i tworzą jedną płetwę. Oczy małe, okrągłe. Pysk szeroki, sięgający poza oczy, zęby spiczaste. 
Ubarwienie zwykle ciemnobrązowe z żółtawym lub białawym marmurkowaniem. Otwór skrzelowy obwiedziony czarną plamą.

## Odżywianie
Żywi się skorupiakami, głowonogami i rybami.

## Rozród
Tarło odbywa się w płytkich wodach przybrzeżnych. Ikra i larwy unoszą się swobodnie w wodzie i są przenoszone przez prądy morskie.